# Makadamový ořech

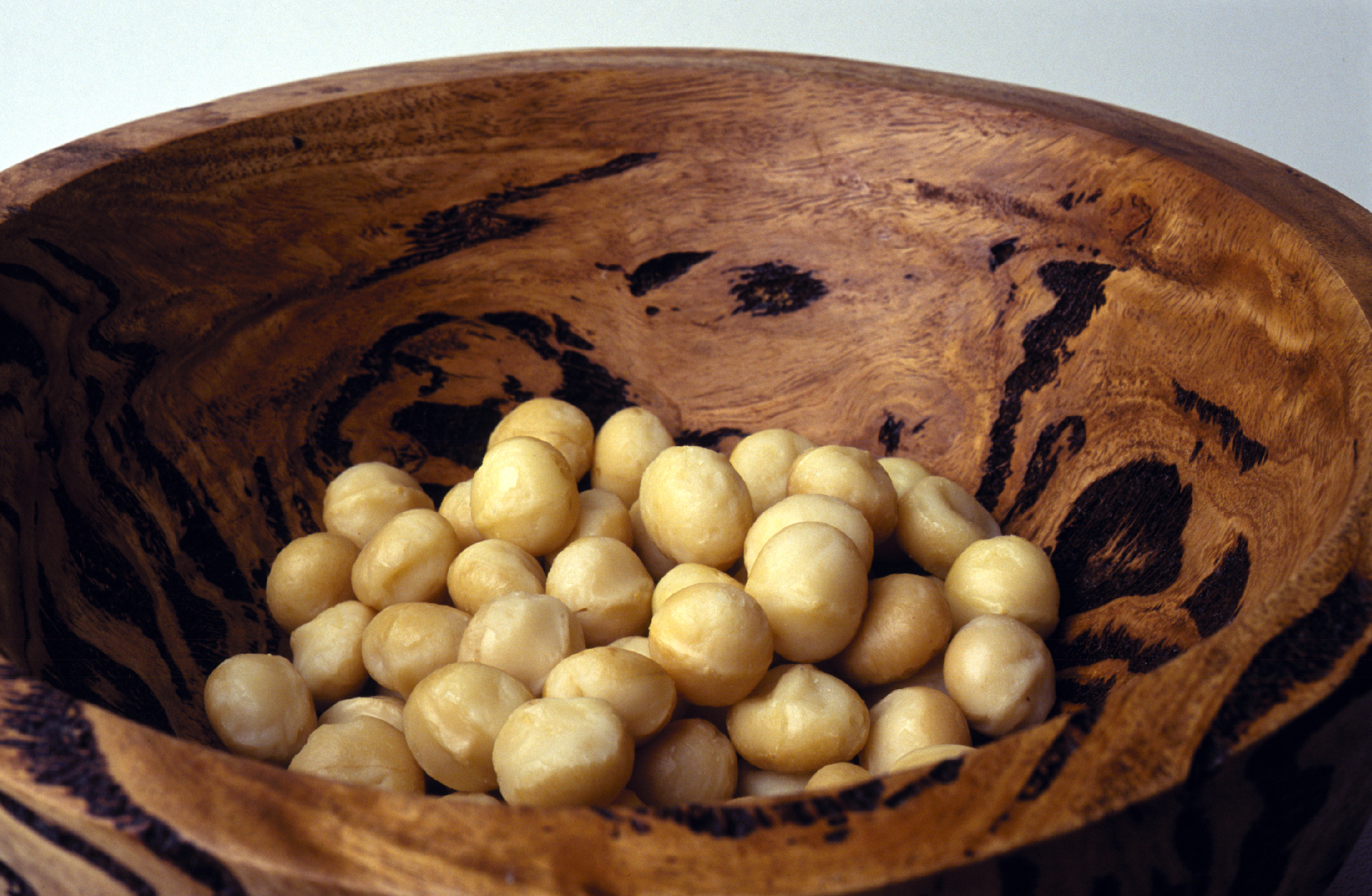
Miska makadamových ořechů

Makadamový, či makadamiový, ořech je jedlý plod stromů makadamie celolistá a Macadamia tetraphylla, které pochází z Austrálie. Ořechy se na stromech rodí obalené po více kusech, obalené oplodím, a uzrálé padají na zem. Po usušení jsou vylouskány a opraženy, často jsou také před zabalením soleny. Z důvodu nízké výtěžnosti jsou relativně drahé. Většinou se konzumují solené, ale lze je také použít při vaření, například při přípravě zmrzliny. Někdy se používají jako náhrada hůře dostupných ořechů z tungovníku moluckého. Vyrábí se také makadamový olej a máslo.
Ořechy byly součástí stravy australských domorodců, ale mezi přistěhovalci byly neznámé až do poloviny 19. století. Komerční pěstování v Austrálii, které počalo v 80. letech 19. století, nemělo větší význam, ale už v této době se začalo rozšiřovat na Havaj, nejprve zde ale makadamové stromy sloužily jako okrasné. Od 20. let 20. století se zde rozšířilo pěstování pro ořechy, které později dosáhlo velkého významu. Na konci 20. století se Havaji pěstovalo 90 % světové produkce makadamových ořechů a šlo o třetí nejvýznamnější místní plodinu.
Makadamové ořechy jsou jedovaté pro psy.